# Бафало Сентер (Ајова)
Бафало Сентер (енгл. Buffalo Center) град је у америчкој савезној држави Ајова. По попису становништва из 2010. у њему је живело 905 становника.

## Демографија
Према попису становништва из 2010. у граду је живело 905 становника, што је -58 (-6.0%) становника више него 2000. године.
| Група             | 2000.       | 2010.       |
| Белци             | 935 (97,1%) | 841 (92,9%) |
| Афроамериканци    | 0 (0,0%)    | 5 (0,6%)    |
| Азијати           | 3 (0,3%)    | 2 (0,2%)    |
| Хиспаноамериканци | 25 (2,6%)   | 54 (6,0%)   |
| Укупно            | 963         | 905         |